# Сукания Срисурат
Сукания Срисурат (тайск. สุกัญญา ศรีสุราช, родилась 3 мая 1995 в провинции Чонбури) — тайская тяжелоатлетка, олимпийская чемпионка (2016), чемпионка мира 2018 года.

## Карьера
В 2011 году Сукания была дисквалифицирована на два года за применение допинга, пропустив таким образом Олимпиаду в Лондоне. После возвращения в большой спорт завоевала бронзовую медаль чемпионата мира в Алма-Ате по сумме, при этом став чемпионкой в первом соревновании из двух — рывке. У тайской спортсменки рывок по статистике получается лучше толчка, который её подвёл на чемпионате мира следующего года, проходившего в Хьюстоне. Там Сукания не смогла в первых двух попытках поднять начальный для себя вес, таким образом она была в шаге от полного провала на соревнованиях. Взяв начальные 121 килограмм лишь с третьей попытки, она закончила чемпионат на пятом месте. Однако, после дисквалификации белорусской штангистки Анастасии Новиковой, Сукания поднялась на строчку выше.
Через год спортсменка принимала участие в Олимпийских играх в Рио-де-Жанейро. Из-за допингового скандала, спортсменка лишилась своих главных соперниц, обычно обыгрывающих её в соревнованиях самого высокого уровня. Установив олимпийский рекорд в рывке, Сукания сильно оторвалась от своих преследовательниц, и выиграла Олимпиаду с огромным преимуществом в 8 килограммов. В сумме она «набрала» 240 кг.
В 2017 году Сукания приняла участие в Универсиаде в Тайбэе, где не смогла выиграть золото, уступив спортсменке из Китайской Республики Го Синчжунь, установившей мировой рекорд, целых 28 килограммов.
В начале ноября 2018 года на чемпионате мира в Ашхабаде, тайская спортсменка, в весовой категории до 55 кг., завоевала абсолютную золотую медаль, взяв общий вес 232 кг. И в упражнение рывок и в толчке она также завоевала малые золотые медали, при этом установив три мировых рекорда. В 2019 году из-за употребления допинга была дисквалифицирована и лишена золотой медали мирового первенства.